# Rodrigo y Gabriela (album)
Rodrigo y Gabriela è il secondo album in studio del duo di chitarristi messicani Rodrigo y Gabriela, pubblicato nel 2006.
Il disco contiene le cover dei brani Stairway to Heaven dei Led Zeppelin e Orion dei Metallica, che hanno reso celebre il duo. La traccia Tamacun è stata usata nell'episodio pilota della serie televisiva statunitense Breaking Bad.

## Tracce
Tutte le tracce sono di Rodrigo Sánchez e Gabriela Quintero tranne dove indicato.
1. Tamacun – 3:25
2. Diablo Rojo – 4:56
3. Vikingman – 4:03
4. Satori – 5:04
5. Ixtapa – 5:13
6. Stairway to Heaven (Jimmy Page, Robert Plant) – 4:44
7. Orion (James Hetfield, Lars Ulrich, Cliff Burton) – 7:44
8. Juan Loco – 3:27
9. PPA (Pinche Personal Assistant) – 4:12